# Championnat de Tunisie de football 2010-2011
Navigation
Saison précédente Saison suivante
La saison 2010-2011 du championnat de Tunisie de football est la 56e édition de la première division tunisienne à poule unique, la Ligue Professionnelle 1. Les quatorze meilleurs clubs tunisiens jouent les uns contre les autres à deux reprises durant la saison, à domicile et à l'extérieur. En fin de saison, afin de permettre l'élargissement du championnat à 16 formations, il n'y a pas de relégués et les deux meilleurs clubs de Ligue II sont promus.
L'Espérance sportive de Tunis, double tenant du titre, remporte à nouveau le titre cette saison après avoir terminé en tête du classement final, avec cinq points d'avance sur l'Étoile sportive du Sahel et vingt sur le Club sportif sfaxien. Il s'agit du 24e titre de champion de Tunisie de l'histoire du club, qui réussit un triplé grâce à ses autres succès en coupe de Tunisie et en Ligue des champions de la CAF.
La compétition est interrompue du 9 janvier au 16 avril 2011 à cause des troubles liés à la révolution tunisienne.
| \| CA EST ASM ST CSHL CAB EGSG ESHS ESS JSK CSS ASG ESZ OB \| Localisation des clubs engagés dans le championnat. |
| CA EST ASM ST CSHL CAB EGSG ESHS ESS JSK CSS ASG ESZ OB                                                           |

## Participants et localisation
| Club                            | Dernière montée | Classement 2009-2010 | Stade                           | Capacité théorique | Ville         |
| ------------------------------- | --------------- | -------------------- | ------------------------------- | ------------------ | ------------- |
| Espérance sportive de Tunis     | 1936            | 1                    | Stade olympique de Radès        | 65 000             | Tunis         |
| Club africain                   | 1937            | 2                    | Stade olympique de Radès        | 65 000             | Tunis         |
| Étoile sportive du Sahel        | 1962            | 3                    | Stade olympique de Sousse       | 25 000             | Sousse        |
| Club athlétique bizertin        | 1990            | 4                    | Stade du 15-Octobre             | 20 000             | Bizerte       |
| Stade tunisien                  | 1955            | 5                    | Stade Chedly-Zouiten            | 18 000             | Le Bardo      |
| Club sportif sfaxien            | 1939            | 6                    | Stade Taïeb-Mehiri              | 21 000             | Sfax          |
| Olympique de Béja               | 2006            | 7                    | Stade Boujemaa-Kmiti            | 8 000              | Béja          |
| Jeunesse sportive kairouanaise  | 2009            | 8                    | Stade Hamda-Laouani             | 5 000              | Kairouan      |
| Club sportif de Hammam Lif      | 2006            | 9                    | Stade municipal de Hammam Lif   | 8 000              | Hammam Lif    |
| Espérance sportive de Zarzis    | 2009            | 10                   | Stade Jlidi                     | 7 000              | Zarzis        |
| El Gawafel sportives de Gafsa   | 2005            | 11                   | Stade olympique de Gafsa        | 7 000              | Gafsa         |
| Espoir sportif de Hammam Sousse | 2008            | 12                   | Stade municipal Bou Ali-Lahouar | 7 000              | Hammam Sousse |
| Avenir sportif de La Marsa      | 2010            | 1 (LP2)              | Stade Abdelaziz-Chtioui         | 6 000              | La Marsa      |
| Avenir sportif de Gabès         | 2010            | 2 (LP2)              | Stade olympique de Gabès        | 15 000             | Gabès         |

## Compétition
Les deux premiers du classement se qualifient pour l'édition 2012 de la Ligue des champions de la CAF tandis que les troisième et quatrième participent à la coupe de la confédération 2012.

### Classement
Le barème de points servant à établir le classement se décompose ainsi :
- Victoire : 3 points
- Match nul : 1 point
- Défaite : 0 point

| Rang | Équipe                             | Pts | J  | G  | N  | P  | Bp | Bc | Diff |
| ---- | ---------------------------------- | --- | -- | -- | -- | -- | -- | -- | ---- |
| 1    | Espérance sportive de Tunis T C LC | 64  | 26 | 20 | 4  | 2  | 50 | 18 | +32  |
| 2    | Étoile sportive du Sahel           | 59  | 26 | 19 | 2  | 5  | 49 | 24 | +25  |
| 3    | Club sportif sfaxien               | 44  | 26 | 12 | 8  | 6  | 32 | 23 | +9   |
| 4    | Club africain                      | 35  | 26 | 8  | 11 | 7  | 32 | 27 | +5   |
| 5    | Club athlétique bizertin           | 35  | 26 | 10 | 5  | 11 | 23 | 29 | -6   |
| 6    | Club sportif de Hammam Lif         | 34  | 26 | 9  | 7  | 10 | 23 | 31 | -8   |
| 7    | Stade tunisien                     | 33  | 26 | 8  | 9  | 9  | 26 | 30 | -4   |
| 8    | El Gawafel sportives de Gafsa      | 32  | 26 | 8  | 8  | 10 | 28 | 34 | -6   |
| 9    | Jeunesse sportive kairouanaise     | 31  | 26 | 8  | 7  | 11 | 28 | 29 | -1   |
| 10   | Olympique de Béja                  | 29  | 26 | 6  | 11 | 9  | 25 | 29 | -4   |
| 11   | Avenir sportif de La MarsaP        | 29  | 26 | 7  | 8  | 11 | 26 | 34 | -8   |
| 12   | Espérance sportive de Zarzis       | 27  | 26 | 6  | 9  | 11 | 22 | 24 | -2   |
| 13   | Avenir sportif de GabèsP           | 24  | 26 | 6  | 6  | 14 | 19 | 32 | -13  |
| 14   | Espoir sportif de Hammam Sousse    | 20  | 26 | 5  | 5  | 16 | 19 | 38 | -19  |

|  | Qualification pour la Ligue des champions 2012                                                                                         |
|  | Qualification pour la coupe de la confédération 2012                                                                                   |
|  | T : Tenant du titre C : Vainqueur de la coupe de Tunisie P : Club promu de LP2 LC : Vainqueur de la Ligue des champions de la CAF 2011 |

### Matchs
| Résultats (▼dom., ►ext.)                                   | EST | CA  | ESS | CAB | ST  | CSS | OB  | JSK | CSHL | ESZ | EGSG | ESHS | ASM | ASG |
| EST                                                        |     | 2-1 | 0-0 | 3-0 | 5-0 | 3-1 | 1-1 | 2-1 | 3-1  | 1-0 | 1-0  | 0-0  | 2-1 | 2-0 |
| CA                                                         | 2-2 |     | 2-0 | 2-2 | 2-1 | 0-2 | 1-0 | 0-0 | 2-0  | 1-2 | 1-0  | 2-1  | 0-0 | 2-0 |
| ESS                                                        | 5-1 | 2-1 |     | 3-0 | 0-1 | 2-0 | 1-0 | 1-2 | 3-2  | 0-1 | 1-0  | 2-1  | 3-0 | 3-1 |
| CAB                                                        | 0-1 | 0-1 | 0-2 |     | 0-0 | 0-3 | 2-1 | 1-0 | 2-1  | 0-0 | 2-0  | 1-0  | 0-0 | 2-0 |
| ST                                                         | 0-2 | 1-1 | 3-1 | 3-0 |     | 1-2 | 1-0 | 1-2 | 1-1  | 0-0 | 0-0  | 1-2  | 2-0 | 2-1 |
| CSS                                                        | 0-3 | 0-0 | 4-1 | 1-0 | 1-1 |     | 0-0 | 1-1 | 3-1  | 1-1 | 1-1  | 2-1  | 1-2 | 2-1 |
| OB                                                         | 0-2 | 2-2 | 2-3 | 3-1 | 1-1 | 0-1 |     | 1-0 | 0-0  | 0-0 | 2-2  | 3-2  | 2-1 | 1-1 |
| JSK                                                        | 1-2 | 1-0 | 1-2 | 1-0 | 1-2 | 2-0 | 0-0 |     | 0-1  | 0-0 | 1-0  | 0-0  | 3-1 | 0-0 |
| CSHL                                                       | 0-1 | 0-0 | 0-2 | 1-0 | 2-1 | 1-1 | 1-0 | 1-4 |      | 1-0 | 2-0  | 1-0  | 3-1 | 1-0 |
| ESZ                                                        | 1-2 | 0-0 | 0-2 | 1-2 | 0-0 | 0-0 | 2-0 | 1-0 | 4-1  |     | 3-0  | 0-1  | 1-1 | 3-1 |
| EGSG                                                       | 0-1 | 4-4 | 1-1 | 1-0 | 1-2 | 1-0 | 2-2 | 2-0 | 2-1  | 2-1 |      | 3-1  | 0-0 | 1-0 |
| ESHS                                                       | 0-1 | 1-4 | 0-2 | 1-2 | 0-1 | 0-1 | 1-0 | 2-0 | 1-0  | 1-1 | 1-1  |      | 0-3 | 2-0 |
| ASM                                                        | 1-3 | 1-0 | 2-4 | 0-0 | 0-2 | 1-2 | 0-0 | 1-0 | 1-1  | 3-1 | 2-0  | 2-2  |     | 2-1 |
| ASG                                                        | 2-1 | 1-1 | 0-2 | 1-4 | 3-0 | 0-1 | 1-1 | 0-0 | 2-0  | 0-0 | 2-0  | 0-0  | 1-0 |     |
| - Victoire à domicile - Match nul - Victoire à l'extérieur |     |     |     |     |     |     |     |     |      |     |      |      |     |     |

### Meilleurs buteurs
Mise à jour : 10 juillet 2011
| Rang | Joueur            | Club       | Buts |
| ---- | ----------------- | ---------- | ---- |
| 1    | Ahmed Akaichi     | ES Sahel   | 14   |
| 2    | Oussama Darragi   | ES Tunis   | 10   |
| 2    | Danilo Bueno      | ES Sahel   | 10   |
| 4    | Youssef Msakni    | ES Tunis   | 9    |
| 4    | Ayoub Kramti      | EGS Gafsa  | 9    |
| 6    | Heithem Ben Salem | CA Bizerte | 7    |
| 6    | Michael Eneramo   | ES Tunis   | 7    |

## Bilan de la saison
| Championnat de Tunisie de football 2010-2011 |                                         |
| Champion                                     | Espérance sportive de Tunis (24e titre) |
| Coupes et trophées                           |                                         |
| Vainqueur de la Coupe de Tunisie 2010-2011   | Espérance sportive de Tunis             |
| Qualifications continentales                 |                                         |
| Ligue des champions 2012                     | Espérance sportive de Tunis             |
| Ligue des champions 2012                     | Étoile du Sahel                         |
| Coupe de la confédération 2012               | CS sfaxien                              |
| Coupe de la confédération 2012               | Club africain                           |
| Promotions et relégations                    |                                         |
| Promus en Ligue I                            | Union sportive monastirienne            |
| Promus en Ligue I                            | Étoile sportive de Béni Khalled         |
| Relégués en Ligue II                         | Aucun                                   |